# Киммельман, Джей
Джей Киммельман (англ. Jay Kimmelman; 21 июля 1977 года) — американский предприниматель и менеджер; создатель и руководитель одного из крупнейших в США разработчиков статистического программного обеспечения в области образования Edusoft (приобретена  Houghton Mifflin в 2003 году) и одной из крупнейших в мире сетей школ для беднейших жителей Кении Bridge International Academies (с 2007 года).

## Биография

### Ранние годы
Джей Киммельман родился 21 июля 1977 года.
Получил степень бакалавра в области информатики и электроники в колледже Гарвардского университета (1995-1999).

### Edusoft
После окончания колледжа в сентябре 2000 года Джей Киммельман основал компанию Edusoft, разработавшую платформу для выставления оценок (K-12) и сбору статистики в школах США.
Система была принята государственной системой образования Соединённых Штатов и стала лидером в своей области.
В конце 2003 года компания Edusoft, в которой на тот момент работало 150 человек, была приобретена  Houghton Mifflin за 20 млн долларов США.
В декабре 2004 года Джей Киммельман оставил этот проект, возглавив в должности президента образовательное подразделение Houghton Mifflin (до апреля 2005 года).

### Bridge International Academies
В начале 2000-х годов, во время совместной работы над образовательными программами в Сан-Франциско, Джей Киммельман познакомился с Шеннон Май (англ. Shannon May), после чего они начали встречаться.
В середине 2000-х, молодые люди вместе поехали в Китай, где Шенно собирала материалы для своей кандидатской диссертации.
Во время поездки они наблюдали за неудовлетворительной, на их взгляд, системой образования в сельских районах Китая.
Там они решили, во-первых, пожениться и, во-вторых, создать компанию Bridge International Academies, которая призвана решить проблему образования в беднейших странах мира системным образом с привлечением современных технологий.
В 2007 году они зарегистрировали и возглавили компанию, привлекая лучших американских специалистов для разработки программ обучения, а также постановки системы создания школ и управления учебным процессом.
Уже в январе 2009 года ими была открыта первая школа сети в трущобах Найроби в Мукуру (Кения), вторая была запущена через несколько месяцев.
На 2010 год, находясь ещё в процессе тестирования модели, Bridge International Academies открыла 12 школ в Найроби.
К апрелю 2014 года компания построила 300 начальных школ в Кении и обучала 100 000 школьников; при этом открывая новую школу каждые 2,5 дня. На этот момент компания не являлась прибыльной и планировала выйти на безубыточность в 2016 году достигнув 500 000 учащихся.

## Награды и премии
В 2014 году за создание Bridge International Academies Джей Киммельман и Шеннон Май были названы Фондом Шваба социальными предпринимателями года.